# Lanceispora
Lanceispora is een geslacht van schimmels dat behoort tot de familie Xylariaceae. De typesoort is Lanceispora amphibia.

## Soorten
Volgens Index Fungorum telt het geslacht twee soorten (peildatum maart 2023):
| Soortnaam               | Auteur(s)                          | Publicatiejaar |
| ----------------------- | ---------------------------------- | -------------- |
| Lanceispora amphibia    | Nakagiri, Okane, Tad. Ito & Katum. | 1997           |
| Lanceispora phyllophila | V.V. Sarma & K.D. Hyde             | 1999           |